# Patricio Graff
Patricio Andrés Graff (Rosario, Santa Fe, Argentina, 18 de noviembre de 1975) es un exfutbolista y entrenador argentino. También cuenta con el pasaporte italiano, jugaba como defensa y comenzó su carrera deportiva en el C. A. Rosario Central. Actualmente es segundo entrenador del Deportivo Alavés de la Primera División de España.

## Trayectoria

### Como jugador
Se formó en las categorías inferiores del Olimpia de Rosario, el Juan XIII de Rosario y, por último, en el C. A. Rosario Central, equipo con el que debutó en 1995 y donde se proclamó campeón de la Copa Conmebol. En 1996, fue traspasado al Feyenoord de Róterdam, donde conquistó la Eredivisie y la Supercopa. Tras una temporada en el FC Den Bosch, se trasladó a España para jugar en el Real Sporting de Gijón, el Rayo Vallecano de Madrid, el C. D. Numancia de Soria y el Hércules C. F. En 2008, regresó a Argentina y se convirtió en jugador del Gimnasia y Esgrima La Plata, donde abandonó la práctica de fútbol profesional en 2010.

### Como entrenador
Después de colaborar en la coordinación de las categorías inferiores del C. A. Rosario Central, ejerció como ayudante del técnico Pablo Sánchez en el C. D. Universidad de Concepción, equipo con el que logró un ascenso y terminar en la cuarta posición de la Primera División de Chile. Durante 2015 desarrolló la misma función en el C. D. O'Higgins. A continuación, fue coordinador de fútbol en el colegio Inmaculada Jesuitas de Alicante y, en mayo de 2017, pasó a dirigir al Coquimbo Unido de la Primera B de Chile. El 4 de noviembre de 2018 consiguió el campeonato de la Primera B de Chile y el ascenso a Primera División. En diciembre de 2019 se confirmó su regreso a O'Higgins esta vez como técnico.
El 23 de diciembre de 2022, firma como entrenador del Elche Ilicitano de la Tercera Federación.
El 27 de diciembre de 2023, firma como entrenador del Club Deportivo Manchego Ciudad Real, equipo de la Segunda Federación.
El 2 de diciembre de 2024, firma como segundo entrenador de Eduardo Coudet en el Deportivo Alavés de la Primera División de España.

## Clubes

### Como jugador
| Club                        | País         | Año       |
| --------------------------- | ------------ | --------- |
| C. A. Rosario Central       | Argentina    | 1995-1996 |
| Feyenoord de Róterdam       | Países Bajos | 1996-2000 |
| FC Den Bosch                | Países Bajos | 2000      |
| Real Sporting de Gijón      | España       | 2000-2001 |
| Rayo Vallecano de Madrid    | España       | 2001-2004 |
| C. D. Numancia de Soria     | España       | 2004-2006 |
| Hércules C. F.              | España       | 2006-2008 |
| Gimnasia y Esgrima La Plata | Argentina    | 2008-2010 |

### Como entrenador
| Club                 | País   | Año       | P   | G  | PE | PP | Resultado |
| -------------------- | ------ | --------- | --- | -- | -- | -- | --------- |
| Coquimbo Unido       | Chile  | 2017-2019 | 79  | 34 | 22 | 23 | 52.32%    |
| O'Higgins            | Chile  | 2020      | 14  | 3  | 2  | 9  | 26.19%    |
| Palestino            | Chile  | 2021      | 17  | 6  | 6  | 5  | 47.05%    |
| Coquimbo Unido       | Chile  | 2022      | 22  | 5  | 5  | 12 | 30.31%    |
| Elche Ilicitano      | España | 2022-2023 | 15  | 5  | 4  | 6  | 42.22%    |
| Manchego Ciudad Real | España | 2024      | 33  | 9  | 14 | 10 | 41.41%    |
| Total                | Total  | Total     | 190 | 62 | 63 | 65 | 43.68%    |

## Palmarés

### Como jugador

#### Campeonatos nacionales
| Título                    | Club                  | País         | Año  |
| ------------------------- | --------------------- | ------------ | ---- |
| Eredivisie                | Feyenoord de Róterdam | Países Bajos | 1999 |
| Supercopa de los P. Bajos | Feyenoord de Róterdam | Países Bajos | 1999 |

#### Copas internacionales
| Título        | Club                  | País      | Año  |
| ------------- | --------------------- | --------- | ---- |
| Copa Conmebol | C. A. Rosario Central | Argentina | 1995 |

### Como entrenador

#### Campeonatos nacionales
| Título             | Club           | País  | Año  |
| ------------------ | -------------- | ----- | ---- |
| Primera B de Chile | Coquimbo Unido | Chile | 2018 |

### Segundo entrenador
| Título             | Club                      | País  | Año  |
| ------------------ | ------------------------- | ----- | ---- |
| Primera B de Chile | Universidad de Concepción | Chile | 2013 |